# Jeanne Daman
Jeanne Daman, née le 14 novembre 1918 à Letchworth (Royaume-Uni) et morte en juin 1986 en Caroline du Nord (États-Unis), est une enseignante belge engagée dans la Résistance. Elle participe au sauvetage de deux mille enfants juifs en les cachant dans des familles d'accueil et aussi de nombreuses femmes et hommes juifs. Elle participe au Mouvement royal belge et au Corps bruxellois de l'armée des partisans belges. Elle est reconnue comme Juste parmi les nations. 

## Biographie
Jeanne Daman est née à Letchworth au Royaume-Uni le 14 novembre 1918 dans une famille catholique. Elle suit les cours de l'École normale communale et provinciale Froebel à Bruxelles et obtient le diplôme d’institutrice d'école gardienne le 15 juillet 1936.

### Le sauvetage des enfants
En mai 1940, la Belgique est occupée par les allemands. Avec l'instauration des lois anti-juives, les enfants juifs ne sont plus autorisés à fréquenter les écoles publiques. La communauté juive commence alors à ouvrir ses propres établissements d'enseignement. En 1942, Jeanne Daman est une jeune institutrice à Bruxelles.  Elle est sollicitée par Fela Perelman, juive d'origine polonaise, déjà engagée dans l'aide aux enfants, pour rejoindre l'école « Nos Petits » qui accueille 325 enfants juifs,. 
Comme d'autres catholiques, Jeanne Damant est révoltée par le traitement réservé aux juifs. Poussée par le sens de le justice, elle accepte d'enseigner dans l'école rue de la Roue et finalement en devient la directrice. 
« Je n'avais aucun contact avec le judaïsme ou le monde juif, mais le besoin est clairement apparu lorsque nous avons appris qu'un petit enfant juif, laissé seul à la maison à cause d'une rafle nazie, était tombé par une fenêtre dans la rue en contrebas et est mort. Ayant été élevée dans une atmosphère antinazie, mon impulsion immédiate a été d'accepter d'entrer dans ce travail. Il s'agissait essentiellement pour moi de prendre une position politique, l'une des solidarité avec les victimes des nazis et sympathie pour les enfants impliqués » (extrait du journal de Jeanne Daman).
En 1942, les Allemands commencent à opérer des arrestations massives et des déportations de Juifs vers des camps de concentration et de travaux forcés. Tous les jours, des enfants disparaissent ou deviennent orphelins, des mères demandent de l'aide. Comme il est devenu trop dangereux de garder les enfants ensemble, la décision est prise de fermer l'école et de se concentrer sur le transfert des enfants dans des familles d'accueil. L'Œuvre Nationale de l'Enfance coopère à l'opération, notamment Nelly Lameere, Mme Volon, (assistante d'Yvonne Nevejean) et Jean Herinckx, (maire d'Uccle),.
Jeanne Daman escorte des enfants orphelins ou dont les parents ne peuvent se déplacer, reste en contact avec eux toute la durée de leur placement et parfois les transfère d'une famille vers une autre. Elle voyage dans toute la Belgique. Elle aide ainsi à sauver deux mille enfants juifs des Nazis.

### Autres actions de résistance
Après le placement des enfants, Jeanne Daman continue de travailler en étroite collaboration avec Fela Perelman et son mari Chaim et des groupes de résistance belges et juifs clandestins. 
« Je savais qu'on ne reverrait jamais ces enfants ou leur famille. Je ne pouvais pas intervenir sans mettre tous les enfants en danger. Mais je sentais que j'aurais dû faire QUELQUE CHOSE. Avant, j'avais des convictions antinazies. Maintenant je voulais rendre les coups moi même. Quand Madame Perelman m'a demandé, je n'ai pas eu besoin de réfléchir pour répondre. A partir du moment où j'ai vu comment on m'enlevait ces trois enfants, j'étais prête à rejoindre la clandestinité. » (Journal de Jeanne Daman).
Devant l'aggravation de la répression et l'augmentation du nombre de rafles, Fela Perelman et Jeanne Daman développent un réseau permettant de « placer » des femmes juives comme domestiques dans des familles. Jeanne Daman les accompagne, leur donne les faux papiers et des cartes de rationnement que Chaim Perelman lui procure. Elle essaie aussi de donner à ces femmes des informations sur leurs enfants cachés.
Albert Domb de la clandestinité juive demande à Jeanne Daman d'aider à la liquidation des collaborateurs. Elle est chargée de la localisation de ces personnes et de la coordination. Elle utilise différentes  identités, travaillant  parfois comme assistante sociale au Winterhilfswerk, une organisation d'aide sociale créée par les Allemands. 
Vers la fin de la guerre, elle s'implique dans le travail illégal du Mouvement Royal Belge, qui s'occupe des opérations préparatoires à la libération. Elle transporte des armes sur son vélo. Elle est aussi active comme agent de renseignement dans le corps bruxellois de l'armée belge des partisans.

### Après la guerre
Après la guerre, elle aide au retour des enfants dans leurs familles, et à la prise en charge des enfants revenus des camps de concentration. 
En 1946, elle émigre aux États-Unis pour « s'initier aux nouvelles méthodes de réhabilitation, et de réadaptation des enfants atteints de troubles mentaux ou anormaux » (mentionné sur l'Ordre de mission du Ministère belge de la santé publique du 16 janvier 1946) . Aux États-Unis, elle collecte des fonds pour Israël par le biais de l'United Jewish Appeal. 
Elle épouse Aldo Scaglione en 1952 et s'installe en Caroline du Nord. Elle devient citoyenne américaine en 1954.
Elle meurt en juin 1986.
Aldo Scaglione donne les archives de Jeanne Daman au Mémorial de l'Holocauste des États-Unis en 2007. 

## Hommages
En 1971, Yad Vashem la reconnait comme Juste parmi les nations. En 1972, elle reçoit la médaille du peuple vertueux au nom de Yad Vashem. 
En 1980, elle reçoit la médaille « Entr'aide » du Comité juif belge 1940-45, sous le patronage du roi des Belges.